# Masamet
Masamet (en occità; en francès Mazamet) és una població francesa situada al Departament del Tarn a la regió Occitània. Està situat al sud-est del departament, a prop de la frontera amb l'Aude i equidistant de Besiers i Tolosa. La ciutat és als peus de la Muntanya Negra. Fou un important centre de la indústria de la llana i la pelleteria, que va entrar en crisi a partir de 1970 i que ara torna a funcionar amb un prestigi d'anys.

## Geografia

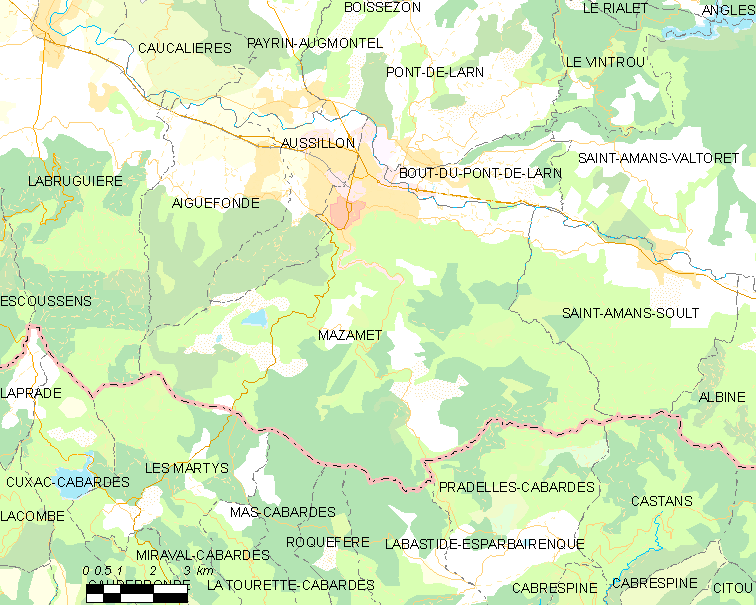
Mapa de la comuna de Masamet

## Administració i política

### Alcaldes
| Període   | Identitat          | Partit     |
| --------- | ------------------ | ---------- |
| 1934-1944 | Charles Cazenave   |            |
| 1944-1949 | Henri Gardet       |            |
| 1949-1953 | Joseph Strehaiano  |            |
| 1953      | Charles Cazenave   |            |
| 1953-1977 | Pierre Barraillé   |            |
| 1977-1989 | Michel Montlaur    | app. RPR   |
| 1989-2002 | Michel Bourguignon | app. UDF   |
| 2002-2008 | Suzanne Monteil    | UMP        |
| 2008-     | Laurent Bonneville | app. MoDem |

## Demografia
| Evolució de la població Ehess i INSEE |       |       |       |       |       |       |       |       |
| 1793                                  | 1800  | 1806  | 1821  | 1831  | 1836  | 1841  | 1846  | 1851  |
| 5 474                                 | 5 474 | 6 055 | 6 101 | 7 098 | 8 151 | 8 584 | 9 662 | 9 894 |

| 1856   | 1861   | 1866   | 1872   | 1876   | 1881   | 1886   | 1891   | 1896   |
| ------ | ------ | ------ | ------ | ------ | ------ | ------ | ------ | ------ |
| 10 368 | 10 924 | 12 864 | 13 968 | 14 168 | 14 429 | 14 666 | 14 361 | 13 712 |

| 1901   | 1906   | 1911   | 1921   | 1926   | 1931   | 1936   | 1946   | 1954   |
| ------ | ------ | ------ | ------ | ------ | ------ | ------ | ------ | ------ |
| 13 978 | 14 386 | 14 764 | 13 748 | 14 615 | 15 428 | 15 447 | 15 083 | 17 070 |

| 1962   | 1968   | 1975   | 1982   | 1990   | 1999   | 2006 | 2011 | 2016 |
| ------ | ------ | ------ | ------ | ------ | ------ | ---- | ---- | ---- |
| 17 251 | 16 171 | 14 440 | 12 840 | 11 481 | 10 544 | -    | -    | -    |

| 2019 | - | - | - | - | - | - | - | - |
| ---- | - | - | - | - | - | - | - | - |
| -    | - | - | - | - | - | - | - | - |

## Persones il·lustres
Masamet és el lloc de naixement dels ciclistes Laurent Jalabert i Nicolas Jalabert.
- Jean-Claude Raynaud (1937), és un músic.